# Caolinizzazione
La caolinizzazione è un processo che consiste nella degradazione in acqua dei feldspati invecchiati. Questo dà origine a silice e a silico-alluminati come la caolinite e la montmorillonite.
La reazione che avviene è la seguente:
{\displaystyle 2KAlSi_{3}O_{8}+2H_{2}O+CO_{2}-->K_{2}CO_{3}+4SiO_{2}+2H_{2}O+Al_{2}O_{3}.2SiO_{2}}
I prodotti derivanti vengono impiegati negli impasti delle porcellane, delle maioliche e per la produzione dei laterizi.